# François Porcile
 (avril 2021).
François Porcile est un réalisateur, historien du cinéma, essayiste et musicographe français, né le 3 mars 1944 à Paris.

## Biographie
Conquis par le cinéma - il entre dans la profession tout d'abord par le biais du montage - François Porcile est également très tôt attiré par la musique. Tout au long de sa carrière de réalisateur et de musicographe, il décline et conjugue ses deux passions artistiques en les reliant intimement. François Porcile, cinéaste, a réalisé plus de 150 films, courts et longs métrages, fictions et documentaires, pour le cinéma et la télévision, notamment pour Gaumont, l'INA, Arte, FR3 ou TF1. Sa filmographie couvre de nombreuses thématiques, de l'histoire (Vents d'est, vents d'ouest ; Mise à mort d'une république ; Propaganda - L'image et son pouvoir), aux arts plastiques (Élie Faure ou l'esprit des formes ; André Derain thèmes et variations) en passant par la photographie (Le Paris de Robert Doisneau), le cinéma (Émile Cohl image par image) la littérature (Itinéraire d'Alejo Carpentier) ou divers faits de société (Quinze jours en août, l'embellie ; Femmes de la mine ; Les veilleurs du Val).
Musicographe spécialisé dans la musique française et la musique au cinéma, il a été conseiller musical sur quatre films de François Truffaut, utilisant notamment des partitions inédites du compositeur Maurice Jaubert. Par ailleurs, reliant le cinéma et musique, il a réalisé plusieurs portraits de compositeurs  (Maurice Jaubert, Henri Dutilleux, Édith Canat de Chizy, Louis Durey, Betsy Jolas) et d'interprètes (Frédéric Lodéon ou Benoît Thivel). Pour FR3 ou Arte il a filmé une série de concerts (Nocturne, 40 programmes conçus par Dominique Jameux), deux opéras (L'Heure espagnole de Maurice Ravel et La Clémence de Titus de Christoph Willibald Gluck) ainsi qu'un ballet de Josef Nadj (La Mort de l'empereur).
Musicographe, il signe plusieurs ouvrages majeurs sur la musique dont deux sur la musique française de 1871 à 1965, publiés aux éditions Fayard, une monographie de Maurice Ohana (co-écrit avec Édith Canat de Chizy), des entretiens avec le violoniste Jean Leber et la compositrice Édith Canat de Chizy, ainsi qu'un livre (co-écrit avec Bruno Giner) sur les institutions et les enjeux musicaux en Espagne pendant la guerre civile (1936-1939).
Plusieurs de ses films ont été primés (Festival de Colombo en 1974, festival de Besançon en 1986) ainsi que plusieurs de ses ouvrages musicographiques dont le Prix Armand Tallier en 1972 pour Maurice Jaubert, musicien populaire ou maudit ? le prix du Syndicat de la critique en 2001 et de l'Académie Charles Cros en 2002 pour Les conflits de la musique française 1940-1965 et un autre Prix de l'Académie Charles Cros pour Maurice Ohana, co-écrit avec Édith Canat de Chizy (2005). En 2015, il est nommé chevalier des Arts et des Lettres. 
François Porcile a enseigné l'histoire et l'esthétique de la musique de film aux Universités Paris III et Paris VIII (1972-1984) ainsi qu'à l'Idhec (1974-1979), à La Fémis (1997-2002) et au CNSMD de Paris (2001-2006). Entre 1993 et 2006, il a animé au Forum des images les séances de « La Musique plein les yeux » ainsi que la série Le Compositeur face à l'écran au Musée de la musique. À la demande de la chaîne Arte, il a procédé à la reconstitution de partitions originales composées pour des films muets, notamment Le Mensonge de Nina Petrovna de Hanns Schwarz, Maldone de Jean Grémillon et Carmen de Jacques Feyder.

## Publications sur le cinéma et la musique
- Défense du court métrage français, collection 7e Art, Éditions du Cerf, 1965  (ISBN 2204034363)
- Présence de la musique à l'écran, Éditions du Cerf, 1969
- Maurice Jaubert : Musicien populaire ou maudit ?, les Éditeurs français réunis, 1971 (Prix Armand-Tallier en 1972)
- La Musique à l'écran, Cinémaction  no 62, dirigé par François Porcile et Alain Garel, Éditions Corlet / SACEM / Télérama, 1992  (ISBN 2854803760)
- Les Musiques du cinéma français, avec Alain Lacombe, Bordas, 1995  (ISBN 2040197923)
- La Belle Époque de la musique française : le Temps de Maurice Ravel, 1871-1940, Fayard, 1999  (ISBN 2213603227)
- Les Conflits de la musique française, 1940-1965, Fayard, 2001  (ISBN 2213609268) (Prix du Syndicat de la critique en 2001 et de l'Académie Charles Cros en 2002)
- Maurice Ohana, avec Édith Canat de Chizy, Fayard, 2005  (ISBN 2213624372)
- Images de la musique française de piano (1871-1940), Musée des Beaux-arts d'Orléans, 2008
- Édith Canat de Chizy : entre nécessité et liberté, préface de Richard Millet, Cig’art édition, 2008  (ISBN 9782858940196)
- D'un coup d'archet... une vie en musique, entretiens avec Jean Leber, MF Editions, 2014
- Les musiques pendant la guerre d'Espagne, avec Bruno Giner, Editions Berg International, 2015
- Bruno Giner, la musique percute, entretiens avec Bruno Giner, MF éditions, 2016  (ISBN 978-2915794816)
- Maurice Jaubert, Paris, Bleu Nuit éditeur, 2019.  (ISBN 978-2358840774) (BNF 45647484)
- Benjamin Britten, Paris, Bleu Nuit éditeur, 2020,  (ISBN 978-2358840972) (BNF 46633456)

## Filmographie

### Réalisateur et scénariste
- 1966 : La Saison prochaine
- 1967 : Louis Durey ou le printemps au fond de la mer
- 1969 : Le Salon des refusés
- 1970 : A ciel ouvert
- 1972 : Le Paris de Robert Doisneau (Prix du court métrage au Festival de Colombo)
- 1973 : Élie Faure ou L'esprit des formes
- 1978 : Émile Cohl image par image (Coréalisé avec Michel Patenaude)
- 1980 : André Derain, thèmes et variations (Sélection officielle française au Festival de Cannes 1981)
- 1981 : Robert Doisneau, badaud de Paris, pêcheur d'images
- 1985 : Un compositeur pour le cinéma : Maurice Jaubert
- 1985 : L'Heure espagnole (Primé au Festival de Besançon 1986)
- 1989 : Des années frileuses
- 1989 : Itinéraire d'Alejo Carpentier
- 1990-1991 : Jours et nuits du théâtre (Coécrit avec Denys Clerval)
- 1991 : Vive l'original
- 1994 : La Marelle de Chris Marker
- 1996 : Quinze jours en août, l'embellie
- 2001 : Les Voix de l'imaginaire, portrait de Édith Canat de Chizy
- 2002 : Femmes à la mine
- 2010 : Vive le son !
- 2012 : Une histoire aussi vieille que moi

### Scénariste
- 1983 : Lettres du bagne
- 1984 : L'embranchement
- 1985 : Le Monde désert

### Acteur
- 1969 : Bartleby de Jean-Pierre Bastid

### Conseiller musical
Films de François Truffaut
- 1975 : L'Histoire d'Adèle H.
- 1976 : L'Argent de poche
- 1977 : L'Homme qui aimait les femmes
- 1978 : La Chambre verte